# ミッキーのアイス・スケート
『ミッキーのアイス・スケート』（原題：On ice）は1935年制作のアニメーション短編映画。ミッキーマウスの短編映画シリーズの一作品である。

## あらすじ
雪の降る氷の張った池で、様々な人々がアイス・スケートを楽しんでいた。
ミニーはミッキーと一緒にスケートを滑っていた。初心者のミニーは1人で滑ろうとするも、氷の上に上手く立てずに何度も尻餅を付いてしまう。そんなミニーにミッキーは最後のタルジャンプは失敗したものの、彼女に華麗な滑りを見せるのであった。
グーフィーは池の氷の穴のところで煙草の葉と棍棒を使って魚を捕ろうとするが、上手くいかないばかりか、魚にあしらわれてしまう始末。
一方、ドナルドは焚火の側で眠っているプルートにスケート靴を履かせて悪戯をしようとしていた。猫の鳴き真似をしてプルートを煽るドナルド。スケート靴を履かされたとも知らないプルートは怒って氷の上を走ろうとするも、スケート靴の足でうまく立つことができず、何度も転んでしまう。
氷の上で転んでばかりのプルートにドナルドは凧を後ろに抱えながらからかうも、急に風が強くなりドナルドは風に煽られて流されて行ってしまう。ドナルドの助けを求める声に気付いたミッキーは滝の近くで間一髪セーターを掴むも、セーターの糸がどんどん解れていってしまい、最終的には千切れてドナルドは上空で舞った後、急降下して池の中へと落下。穴から上がった瞬間、魚を待ち構えていたグーフィーに棍棒で殴られてしまい、さらには散々からかっていたプルートにバカにされてしまうのであった。

## 公開データ
| 公開日 上映時間 | 1935年（昭和10年） | 9月28日 | アメリカ合衆国 | 8分 |  |
| 公開日 上映時間 | サイズ             | カラー  | スタンダード   |     |  |

## 声の出演
| キャラクター   | 原語版                 | 日本テレビ版 | ポニー・バンダイ版 | BVHE旧版     | BVHE新版     |
| -------------- | ---------------------- | ------------ | ------------------ | ------------ | ------------ |
| ミッキーマウス | ウォルト・ディズニー   | 山田栄子     | 後藤真寿美         | 納谷六朗     | 青柳隆志     |
| ミニーマウス   | マーセリット・ガーナー | ?            | 下川久美子         | 水谷優子     | 水谷優子     |
| ドナルドダック | クラレンス・ナッシュ   | 緒方賢一     | 関時男             | 山寺宏一     | 山寺宏一     |
| グーフィー     | ピント・コルヴィッグ   | 八奈見乗児   | 小山武宏           | 島香裕       | 島香裕       |
| プルート       | ピント・コルヴィッグ   | 原語音声流用 | 原語音声流用       | 原語音声流用 | 原語音声流用 |

## スタッフ
| 製作     | ウォルト・ディズニー、ロイ・O・ディズニー |
| 音楽     | フランク・チャーチル、リー・ハーライン    |
| 作画監督 | アート・バビット、ノーム・ファーガソン    |
| 原画     | エリック・ラーソン、ミルト・カール        |
| 監督     | ベン・シャープスティーン                  |
| 制作     | ウォルト・ディズニー・プロダクション      |

### 翻訳盤
- 翻訳：荒木小織
- 演出：向山宏志
- 音響製作：東北新社

## 映像ソフト化
- 『ディズニーのホワイト・クリスマス』（VHS、ブエナ・ビスタ・ホーム・エンターテイメント、ブエナ・ビスタ旧吹き替え版）
- 『ミッキーマウス／カラー・エピソード Vol.1 限定保存版』（DVD、ブエナ・ビスタ・ホーム・エンターテイメント、ブエナ・ビスタ新吹き替え版）
- 『ディズニーのスペシャル・クリスマス』（DVD、ウォルト・ディズニー・ジャパン、ブエナ・ビスタ新吹き替え版）